# Adelin Vermer
Adelin Vermer (plus complètement Adelin Nestor Octave Vermer), né à Bouillon (Belgique), le 19 août 1905 et décédé à Libramont-Chevigny (Belgique), le 5 avril 1977) est une personnalité politique belge, militant wallon, membre de Rex, et magistrat de l'ordre judiciaire.

## Biographie
Docteur en droit de l'Université catholique de Louvain et licencié en sciences politiques et diplomatiques, il s'inscrit d'abord au barreau de Dinant.
Il est député Rex à la Chambre des représentants de Belgique (du 24 mai 1936 à 1939) pour les arrondissements de Dinant et de Philippeville. En 1936, il est membre du comité d'honneur du premier Congrès culturel wallon.
Après son retrait de la vie politique, il entre au parquet près le Tribunal de première instance de Neufchâteau comme substitut du procureur du Roi de complément (9 septembre 1941). Dans l'immédiat après-guerre, il est confirmé dans ses fonctions par arrêté du Régent du 15 mars 1945. Enfin, le 31 mars 1949, il est nommé procureur du Roi près ce même tribunal.
Doté du don de l'écriture, sans doute hérité de son grand-père, le poète et fabuliste wallon Augustin Vermer, il est l'auteur de plusieurs articles et monographies sur l'histoire judiciaire et l'histoire locale luxembourgeoise.

## Distinction
- Officier de l'Ordre de Léopold le 11 juin 1959[4].

## Sources
- P. Delforge, Ph. Destatte et M. Libon, Encyclopédie du Mouvement wallon, t. III, Charleroi, 2001, 1600 p..
- P. Van Molle, Le parlement belge, 1894-1969, Gand, 1969, 370 p..